# Mojga
Mojga (en russe : Можга ; en oudmourte : Можга) est une ville de la république d'Oudmourtie, en Russie. Sa population s'élevait à 49 284 habitants en 2013.

## Géographie
Mojga est arrosée par la rivière Siouguinka, un affluent de la Viatka. Elle est située à 1 106 km de Moscou et à 75 km (87 km par la route) au sud-ouest de la capitale régionale Ijevsk.

## Histoire
Mojga a été fondée en 1835 comme une colonie autour d'une verrerie. Après la Révolution d'Octobre, la localité a été rebaptisée Siouguinski (Сюгинский), puis Krasny (Красный). En 1926, elle a reçu le statut de ville et a retrouvé son premier nom Mojga.

## Population
Recensements (*) ou estimations de la population
| 1897* | 1926* | 1931  | 1939*  | 1959*  | 1970*  |
| ----- | ----- | ----- | ------ | ------ | ------ |
| 803   | 2 375 | 7 700 | 22 168 | 29 987 | 38 930 |

| 1979*  | 1989*  | 2002*  | 2010*  | 2012   | 2013   |
| ------ | ------ | ------ | ------ | ------ | ------ |
| 40 272 | 46 049 | 47 119 | 47 961 | 48 764 | 49 284 |